# Marie Laveau
Marie Laveau (ur. 10 września 1794 w Nowym Orleanie, zm. 16 czerwca 1881 w Nowym Orleanie) – była „wielką kapłanką” (mambo) voodoo, jedną z najbardziej wpływowych osób w Nowym Orleanie; bohaterką wielu opowiadań i legend. Nazywana „Królową Voodoo” ("Voodoo Queen").
Urodziła się jako mulatka (z białego właściciela plantacji, Charlesa Laveau oraz jego czarnoskórej konkubiny, Marguerite) w Dzielnicy Francuskiej Nowego Orleanu. 4 sierpnia 1819 wyszła za mąż za Haitańczyka Jacquesa Parisa, który zmarł 5 lat później. Pracowała jako fryzjerka, gdzie zdobywała informacje i tajemnice bogatych, miejscowych Kreolek. Po śmierci męża została konkubiną francuskiego arystokraty Louisa Christopha Deuminy de Glapion (zmarł w 1855 roku), w tym związku urodziła piętnaścioro nieślubnych dzieci.
Marie zaczęła karierę jako jedna z wielu mambo, jednak dzięki swojej inteligencji umiejętnie ugruntowała swoją pozycję, m.in. wykorzystując informacje zasłyszane w domach bogaczy, u których pracowała. Marie rozumiała, że przede wszystkim trzeba zmienić negatywną opinię o wyznawcach voodoo jako „czcicielach szatana”. W tym celu rozprowadziła w religii voodoo katolickie dewocjonalia (krzyże i figury świętych) na większą skalę, które przekonały opinię publiczną, że voodoo jest także religią chrześcijańską. Wprowadziła w Nowym Orleanie modę na praktykowanie voodoo i przyciągała zarówno niewolników, jak i bogatych mieszkańców, organizując dla nich publiczne „nabożeństwa" voodoo, „oczyszczone” z najbardziej kontrowersyjnych rytuałów, takich jak krwawe ofiary ze zwierząt. Najstarsza córka (również nazwana Marie Laveau) przejęła po śmierci matki funkcję mambo, jednak po kilku latach zaginęła bez śladu.
Marie Laveau została pochowana w grobie rodziny De Glapion na cmentarzu „Saint Louis”. Grób oraz dom Marie na St. Anne Street jest celem pielgrzymek wyznawców voodoo i turystów.
Marie Laveau była bohaterką wielu powieści (m.in. Neil Gaiman American Gods (epizod), Jewell Parker Rhodes Voodoo Dreams, Isabel Allende Zorro), piosenek country i filmów. W 2013 Angela Bassett odegrała jej postać w serialu American Horror Story. Jej postać przewija się też przez fabułę gry przygodowej "Gabriel Knight and Sins of fathers".